# James Collins (Künstler)
James Collins (* 1939 in Northampton) ist ein angloamerikanischer Fotograf.

## Leben und Werk
James Collins studierte von 1959 bis 1964 am Central Saint Martins College of Art and Design und machte einen Abschluss als Lehrer. Seit 1969 arbeitet Collins mit der Kamera. 1970 zog er nach New York City um und hatte Lehraufträge an verschiedenen Universitäten in den USA. Zwischen 1973 und 1974 veröffentlichte er regelmäßig Beiträge in Artforum über aktuelle Künstler und zeitgenössische Fotografie.
Die Fotografien von Collins sind Ausdrucke seiner auf Super 8 gemachten Filme.
Auf der documenta 6 in Kassel stellte Collins das Werk Bewegungen in der Nacht: Wer fürchtet sich vor Rot Gelb und Blau aus. 1978 hatte Collins eine von Sarah Kent kuratierte Einzelausstellung im Institute of Contemporary Arts.